# Salzstadel (München)
Die Salzstadel in München waren Lagerhäuser, in denen das Salz, dem die Stadt München ihre Entstehung und einen Teil ihres Wohlstands verdankte, gelagert und verkauft wurde.

## Geschichte

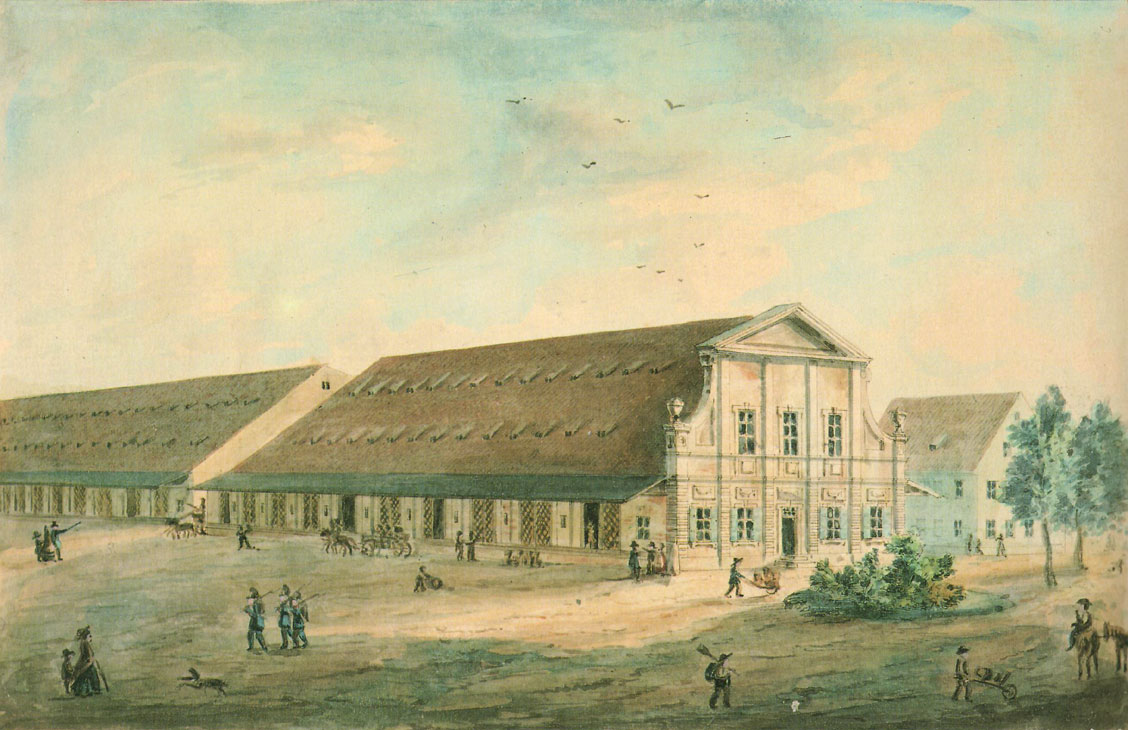
Salzstadel in der Arnulfstraße 1863

Ursprünglich wurde das Salz wohl auf oder in der Nähe des Marienplatzes gelagert, auf dem es gehandelt wurde.
Die ersten bekannten Salzstadel Münchens lagen im Kreuzviertel der Münchner Altstadt an der Stelle, an der sich heute die Grünanlage des Promenadeplatzes befindet (Geokoordinaten).
Nach dem Sandtnerschen Stadtmodell Münchens waren die Salzstadel zwei langgestreckte niedrige Bauwerke mit Satteldach.
Im 19. Jahrhundert lag der königliche Salzstadel an der Arnulfstraße (damals Salzstraße genannt) ungefähr dort, wo sich heute der Vorplatz des Starnberger Flügelbahnhofs befindet (Geokoordinaten).
Nach dem Salzstadel an der Arnulfstraße war auch die Salzstadelkaserne benannt, die aber nicht in dem Salzstadel selber eingerichtet wurde, sondern in einem benachbarten ehemaligen Getreidespeicher.